# 一行

纪念邮票：僧一行像

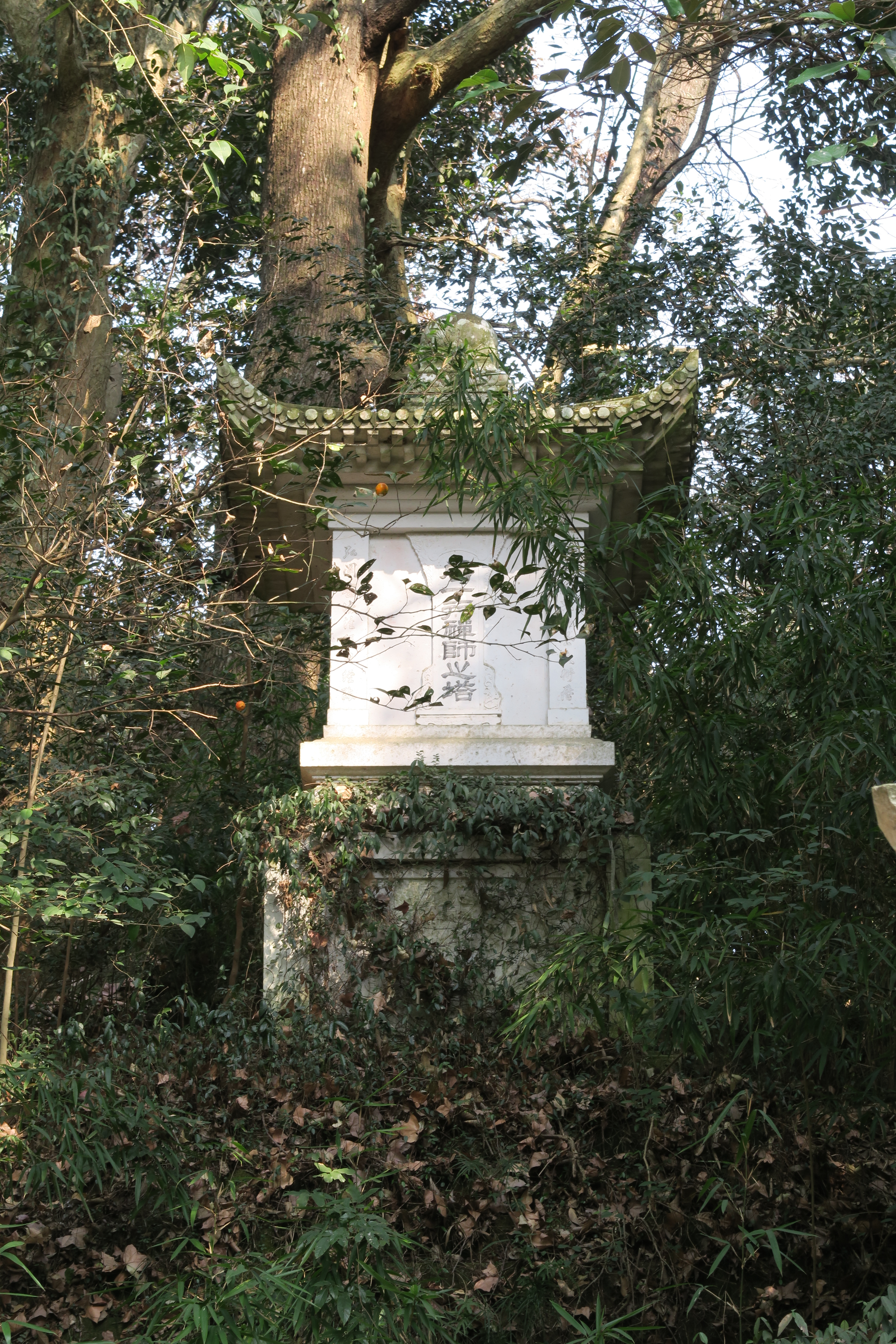
天台山国清寺一行禅师塔

一行禪師（683年—727年），俗名张遂，法號敬賢，號大慧禪師，也稱為沙門一行、一行阿闍梨，唐人還呼爲一公，魏州昌乐（今河南省濮阳市南乐县）人，唐朝比丘、天文学家、曆法學家、數學家。真言宗將其列為傳持八祖之一。
一行精通梵文，熟悉印度的宗教文献，同时了解印度在数学与天文学方面的成就，一行的研究充分利用了当时印度的三角学知识。

## 生平
一行曾祖是唐太宗的大臣张公谨，在初唐是極顯赫的世族。其祖父張大素官至門下省東台舍人，後被貶為懷州長史，家道中落。父親名叫張懍，任武功縣令。二十一歲時因父母雙亡，遇見天台宗玉泉弘景大師，興起了出家的念頭。遂在嵩山普寂大師門下剃度为僧，因為深入「一行三昧」，故法名一行。後于嵩山、玉泉寺学习佛教经典和天文数学。
開元四年，善無畏三藏自那爛陀寺來到長安，一行禪師隨之受胎藏法。开元五年（717年），唐玄宗李隆基派专人将他接回长安，參與善無畏大師的譯經，協助翻譯《大日經》。開元八年，金剛智三藏來到了洛陽，一行便依從受法《金剛頂經》密印與灌頂。
开元九年（721年），經張說推薦，唐玄宗命一行主持修编新历法《大衍历》。同年，他和梁令瓒一起，设计制造了黄道遊儀、渾儀、復矩等天文测量仪器。他利用新制成的黄道遊儀测量恒星的赤道坐标，发现和汉代的测量结果有很大的变动。开元十一年（723年），一行主持大规模的全国性天文测量，测量了北到铁勒（今蒙古国乌兰巴托西南喀拉和林遗址附近），南到交州（今越南中部地区）共13个地点的日影和北极星高度。其中还测量了河南四个地点的距离。这是中国历史上第一次大规模的大地测量，结果推翻了“日影千里差一寸”的传统说法。
開元十二年，一行禪師參與善無畏三藏之譯場任其筆受，譯出密教根本聖典《大日經》並撰著《大日經疏》。
開元十五年，一行禪師示寂，趺坐正念，怡然而寂，世壽四十五。《大衍历》定稿之年，一行病逝。

## 師承
- 玉泉弘景
- 華嚴和尚
- 恵真
- 善無畏
- 金剛智

## 著作
著有《大日經疏》、《大衍曆》、《攝調伏藏》十卷、《大毗盧遮那佛眼修行儀軌》一卷。

## 曆法
唐開元九年，當時行用的李淳風《麟德曆》因署日食比不效，遂詔一行作新曆，即《大衍曆》。不過一行「依易蓍之數，為立法之據」，被評價為「不免附會牽涉」。清代阮元《畴人傳》雖肯定大衍曆更為精密，但也批評其附會易數，他稱：“推步之法，至大衍备矣，後来造算者未能及也。然推本易象，终為傅合（附會）。昔人谓一行竄入于易以眩众，乃千古定论也。”
不過，不是所有人都持批評態度。如陳遵媯在《中國天文學史》表示：「這樣批評，實非妥當，蓋 《漢書·律曆志》已經以易數說曆數，大衍曆只反映了時代的潮流而充分的體現出來而已」。即認為用易數解釋曆數早為漢代所用，一行只是沿用古代作法，不應苛責。

## 風水
所謂一行造《滅蠻經》或顛倒風水的說法，其一出自於據說是吳景鸞（廖瑀之師承）所作的《陰陽天機書表》，該文聲稱丘延翰向唐玄宗晉呈其風水之術，唐玄宗恐民間明了此術，於是命一行撰《銅函經》傳佈錯誤的變卦之法。不過一行的正史傳記並未提及此事。《宋史．藝文志》記載一行之著作，亦沒有任何和銅函有關的著作，並且記載了《銅函記》一卷，為丘延翰撰，《銅函經》三卷，未言作者姓名。
另一種出自《青囊序》等風水著作中，皆提及一種說法，謂「洪範五行」顛倒五行，乃是出自一行所作《滅蠻經》，用以擾亂外國。所謂「洪範五行」又稱「大五行」，是一種只在風水才會用到的干支配五行之法，用於定方位吉凶和擇日。另一種配法，稱為「正五行」，是通常所用的干支配五行之法。《滅蠻經》說只是《銅函經》說的變體，而以「洪範五行」為錯謬之風水。有人指所謂《滅蠻經》之說，其實是某些宋朝術士借「滅蠻」之名反「洪範五行」，只是因為一行名氣大，所以被拿來當作故事主角。並且實際上，風水著作雖可能偏好洪範五行或偏向正五行，但又通常主張要兼看，以為各有功效。
後世風水家亦有人認為：「以為出一行者，誤《滅蠻經》之名，大抵附會，地理卜葬中人，猶多不信」「嗟呼！是豈一行之咎哉？乃誤傳一行者之咎耳。」
《新唐書·藝文志》載《五音地理經》十五卷，《崇文總目》載《五音地理經》十五卷，《宋史·藝文志》載僧一行《地理經》十二卷、僧一行《地理經》十五卷，《郡齋讀書志》載「《五音地理新書》三十卷，右唐僧一行撰。以人姓五音，驗八山、三十八將吉兇之方。其學今世不行。」，《宋會要輯稿》：「又一行《葬經》皇堂下深八十一尺，合九九之數，今請用一行之說……按一行《地理經》地有龐不平，擁塞風水，宜平治之」，又宋代官修的《地理新書》卷五〈筮兆域〉條是根據《一行地理》及《天門子十八章》參定的，則所謂銅函、滅蠻皆本自《五音地理經》，加以附會誇飾，訛變而成。

## 機械工程
曾與梁令瓚於公元725年發明擒縱器的機械設計。

## 殊榮
- 小行星1972以他為名

## 外部連結
- 一行禪師 （页面存档备份，存于）